# Facundo Imboden
Facundo Jorge Imboden (Buenos Aires, 2 febbraio 1980) è un ex calciatore argentino, di ruolo difensore.